# アナベル 死霊博物館
『アナベル 死霊博物館』（アナベル しりょうはくぶつかん、Annabelle Comes Home）は2019年のアメリカ合衆国のホラー映画。監督はゲイリー・ドーベルマン、主演はマッケナ・グレイスが務めた。「死霊館ユニバース」の7作目であり、『死霊館』冒頭のシーン（1968年）以降に起きた出来事を描写している。なお、本作はドーベルマンの映画監督デビュー作でもある。

## ストーリー
アナベル人形がこれ以上の災厄をもたらすのを防ぐべく、ウォーレン夫妻は人形を自宅に持ち帰り、コレクション・ルームに保管することにした。
その道中。大きな交通事故による交通規制で迂回を余儀なくされた夫妻は道を間違え、自動車トラブルで足止めを余儀なくされてしまう。
助手席で地図を広げて道を確認するロレインと、ボンネットを開けてエンジンを確認するエド。そんな折、ロレインは窓の外に交通事故現場で目にした女性の幽霊を発見する。それと共に、自分達の居る場所が墓地の前である事、女性の幽霊以外にも数多くの亡者達が自分たちの周りを取り囲んでいることに気付いたロレインはエドを呼び戻そうとするが、そこで一人の亡者がエドを車道へと放り出し、そこに操縦不能に陥ったトラックが突っ込んで来る。
間一髪、危機を回避したエドを見て、ロレインはこの事態もまた、アナベル人形が引き起こしたものではないかと推測する。
自宅に戻った夫妻は早々にアナベル人形を地下のコレクション・ルームへと運び込み、教会から持ち帰ったガラスケースと共に、除霊を行い、聖杯も配置し、厳重にアナベル人形を保管していた。
一年後。ウォーレン夫妻の真偽を問う新聞記事を目にするウォーレン夫妻の娘、ジュディは学校で白い目で見られていた。
誕生日の近いジュディは、クラスメイトを誕生日パーティーに誘うも、彼女もまた、ロレインと同じく霊感がある事、家に数多くの呪いの品々がある事から、クラスメイトやその親たちからも警戒されており、孤立気味で、パーティーの招待も断られてしまう。
そんなある日、ウォーレン夫妻は用事の為に家を空けることになり、ジュディと同じ学校の上級生であるメアリーにベビーシッターを頼むことになる。
メアリーはジュディにケーキを作る為に、彼女が片思いを寄せている青年、ボブの働いている店に寄る。そこで彼女の友達であるダニエラと遭遇。やたらとウォーレン家に興味を持つダニエラ。当初は宿題の誘いを断るメアリーも、渋々ダニエラの誘いを了承し、仕方なくウォーレン家へと連れて行く。
家に着くなり、ダニエラと初対面であるジュディは彼女を警戒するも、ダニエラがジュディにローラースケートをプレゼントした事で打ち解ける。このローラースケートで近所を回りたいと言い出すジュディ。メアリーは彼女に付いて行くも、やたらと地下のコレクション・ルームに興味を抱くダニエラにメアリーは警戒し、釘を刺しつつ、渋々ケーキ番を任せてジュディと共に外へ行く。
一人、ウォーレン家に残ったダニエラはメアリーの言いつけを守ることなく、家の中を探索。地下室に行く手立てを探して家の中を探し回り、ロレインの部屋で地下室への鍵を見つける。
ダニエラはコレクション・ルームへと忍び込み、片っ端から「曰く付きのもの」に触れては、問いかける。
「もし幽霊が居るのなら、何か合図をして」
やっぱり何もないのだ。そう思って部屋を後にしようとしたところに、ガタンと物音が響く。
ケースの中でアナベル人形が倒れ込んでいるのを見つけたダニエラは、アナベル人形を封印しているガラスケースの鍵を開けてしまう。それが恐怖の始まりになるとも知らずに。

## キャスト
※括弧内は日本語吹替声優。
- マッケナ・グレイス - ジュディ・ウォーレン（川井田夏海）
- マディソン・アイズマン - メアリー・エレン（瀬戸麻沙美）
- ケイティ・サリフ - ダニエラ（庄司宇芽香）
- パトリック・ウィルソン - エド・ウォーレン（咲野俊介）
- ヴェラ・ファーミガ - ロレイン・ウォーレン（小林さやか）
- マイケル・チミノ - ボブ（石井マーク）
- スティーヴン・ブラックハート - トーマス
- スティーヴ・コールター - ゴードン神父（牛山茂）
- ポール・ディーン - ミスター・パルメリ
- ルカ・ルーハン - アンソニー・リオス

## 製作
2018年4月27日、アナベルシリーズの第3作の製作が発表され、ゲイリー・ドーベルマンが監督に起用されると報じられた。7月19日、ジェームズ・ワンは本作がウォーレン夫妻の自宅に保管されてからのアナベル人形に焦点を当てた作品になると述べた。9月5日、マイケル・バージェスが本作の撮影監督に起用されたとの報道があった。11日、ドーベルマン監督は本作が『死霊館』冒頭のシーン直後の出来事を描いた作品になるという主旨の発言をした。

### キャスティング
2018年9月28日、マッケナ・グレイスがキャスト入りした。10月1日、マディソン・アイズマンが本作に出演するとの報道があった。16日、パトリック・ウィルソンとヴェラ・ファーミガの出演が決まったと報じられた。17日、ケイティ・サリフが本作に起用された。

### 撮影
本作の主要撮影は2018年10月17日にロサンゼルスで始まり、同年12月14日に終了した。撮影中、マッケナ・グレイスに鼻血が止まらなくなるという心霊現象が発生したため、専門家による除霊が行われた。

## 公開・マーケティング
当初、本作は2019年7月3日に全米公開される予定だったが、公開日は後に同年6月28日に延期された。2019年3月15日、本作のタイトルが『Annabelle Comes Home』に決まったと報じられた。31日、本作のオフィシャル・トレイラーが公開された。

## 興行収入
本作は『イエスタデイ』と同じ週に封切られ、公開初週末に1600万ドル前後を稼ぎ出すと予想されていたが、実際の数字はそれを若干上回るものとなった。2019年6月26日、本作は全米3613館で公開され、公開初週末に2026万ドルを稼ぎ出し、週末興行収入ランキング初登場2位となった。この数字は死霊館シリーズの作品の中で最低のものであった。

## 評価
本作は批評家から好意的に評価されている。映画批評集積サイトのRotten Tomatoesには159件のレビューがあり、批評家支持率は66%、平均点は10点満点で5.87点となっている。サイト側による批評家の見解の要約は「シリーズの過去作品の幾つかより恐怖度で劣るとしても、シリーズのファンにとっては楽しめる作品である。『アナベル 死霊博物館』は死霊館シリーズにまだまだポテンシャルが残っていることを示唆している。」となっている。また、Metacriticには35件のレビューがあり、加重平均値は53/100となっている。なお、本作のCinemaScoreはB-となっている。